# Kim Ju-sik
Kim Ju-sik (Koreaans: 김주식, Pyongyang, 25 september 1992) is een Noord-Koreaans kunstschaatser die uitkomt als paarrijder. Hij kwalificeerde zich in 2017 met zijn schaatspartner Ryom Tae-ok voor de Olympische Winterspelen in Zuid-Korea.

## Biografie
Ryom begon in 2001 met kunstschaatsen en is lid van Taesongsan SC. Hij schaatste eerst solo - en werd in 2012 vijfde op de NK - en tot 2014 met Kang Kyong-mi. Met haar werd hij in 2012 tiende op het Junior Grand Prix-evenement in Duitsland. Sinds 2015 schaatst hij met Ryom Tae-ok. Het paar nam in 2016 deel aan de viercontinentenkampioenschappen, waar het op de zevende plek eindigde.
Op de Aziatische Winterspelen in februari 2017 veroverden Ryom en Kim de bronzen medaille. Een maand later namen ze deel aan de wereldkampioenschappen, waar ze de finale wisten te bereiken. Hier werden ze vijftiende. De Noord-Koreanen Ryom en Kim kwalificeerden zich in september 2017 voor een van de laatst overgebleven spots bij het kunstrijden voor de Olympische Winterspelen in het Zuid-Koreaanse Pyeongchang. Of ze definitief mochten meedoen, hing af van het Noord-Koreaans Olympisch comité. In januari 2018 bevestigde de Zuid-Koreaanse regering dat Noord-Korea een delegatie zou sturen naar de Spelen.
Kim Hyon-son coachte het paar in de Noord-Koreaanse hoofdstad Pyongyang, maar anno 2017 traint het duo ook in Canada.

## Belangrijke resultaten
2011/12 solo, 2012-2014 met Kang Kyong-mi, 2015-2019 met Ryom Tae-ok
| Olympische Spelen            |        |       |    |  |    |       | 13e   |     |
| Wereldkampioenschap          |        |       |    |  |    | 15e   | 12e   | 11e |
| Viercontinentenkampioenschap |        |       |    |  | 7e |       | Brons |     |
| Aziatische Spelen            |        |       |    |  |    | Brons |       |     |
| Nationaal kampioenschap      | 5e (*) | Brons | 4e |  |    |       |       |     |

(*) = solo, bij de mannen